# Alopecosa cuneata
Alopecosa cuneata là một loài nhện trong họ Lycosidae.
Loài này thuộc chi Alopecosa. Alopecosa cuneata được Carl Alexander Clerck miêu tả năm 1757.